# Coquillo
Coquillo är en ort i kommunen Sultepec i delstaten Mexiko i Mexiko. Samhället hade 327 invånare vid folkräkningen 2020.